# 北広島エフエム放送
北広島エフエム放送株式会社（きたひろしまエフエムほうそう）は、北海道でコミュニティ放送を行う特定地上基幹放送事業者である。
FMメイプルの愛称で、北広島市、恵庭市、夕張郡長沼町、空知郡南幌町の各一部地域を放送区域とする超短波放送（FM放送）を行っている。
愛称のメイプルは、北広島市の市木・カエデの英語。

## 沿革
- 2000年
  - 12月1日 - 会社設立[1]。所在地は松葉町3丁目、喫茶店の1階であった[2]。
- 2001年
  - 9月14日 - 北海道総合通信局より放送予備免許交付。道内14局目[2]。
  - 10月30日 - 放送免許交付[3]。
  - 11月1日 - 本放送開始[1]。
- 2020年
  - 6月1日 - 0時00分より、ListenRadioでのサイマル放送を開始[4]。

## 番組編成
自社制作番組及び道内企画番組で構成され、24時間放送。パーソナリティ担当番組以外は、全時間にわたって音楽を放送している。
2020年6月現在

### 自社制作番組
パーソナリティ担当番組
- きたひろホッとモーニング（火曜・水曜・金曜、第2木曜・第4木曜 10時00分 - 11時55分） - 火曜：三橋三枝子 水曜：藤川出 金曜：高秀遥 第2木曜・第4木曜：蔵田三千世
- ふるさとイブニング（水曜 - 土曜 15時00分 - 16時55分） - 水曜：増田峰子 木曜：廣岡敏郎（放送局長[7]） 金曜：黒田伸 土曜：梅山みどり、斉藤由香里
- メイプルスクエア（金曜 18時00分 - 19時00分）
札幌日大高校放送部制作による生放送番組
- きたひろホッとサタデー（土曜 10時00分 - 11時55分） - ミスター・データ
- Mr.DATAのJAZZしま専科（第2土曜 14時00分 - 15時00分） - Mr.DATA
- 北の広島からTime for Fun（第3土曜 14時00分 - 15時00分） - DJ.Yumi
- 風の風景（第4土曜 14時00分 - 15時00分） - 遠藤均
- お暇なら聴いてよ（土曜 17時00分 - 18時00分） - 大澤宏一
大澤は放送局顧問。開局当初、初代の放送局長を務めていた。
- メイプル名人会（日曜 10時00分 - 11時00分）
落語音源の紹介番組

行政情報番組
- 市役所情報BOX（火曜 - 土曜 11時55分 - 12時00分、16時55分 - 17時00分） - 北広島市広報番組
- きたひろ再発見（木曜「ふるさとイブニング」内、16時30分 - 16時40分） - 市職員の出演による広報番組

### ネットワーク番組
道内企画番組
- よしもとホッカモリ（火曜・木曜 17時00分 - 18時00分）

その他
- ジンケトリオ（水曜 17時00分 - 17時30分）
- ロック裁判所（水曜 17時30分 - 18時00分）

### 過去の番組
- ハイ!大沢宏一です（金曜 17時00分 - 17時55分）
- きたひろボールパークラジオ（月曜 10時00分 - 17時00分） - 深澤雅一
- ひるくり!よるくり!（第1・3・5月曜 12時00分 - 15時00分 / 第2・4月曜 19時00分 - 22時00分） - 深澤雅一